# Ščolkine
Ščolkine (ukrajinsky Щолкіне; rusky Щёлкино, Ščolkino; krymskotatarsky Şçolkino) je město v Leninském rajónu v autonomní republice Krym, sporného území považovaného za část Ukrajiny, ale ovládaného od Krymské krize Ruskem. Leží na severní straně Kerčského poloostrova blízko mysu Kazantip na břehu Arabatského zálivu Azovského moře. Je vzdáleno 52 kilometrů na západ od Kerče a 145 kilometrů na severovýchod od Simferopolu. Plocha města je 3,42 čtverečních kilometrů a v roce 2011 v něm žilo přes jedenáct tisíc obyvatel.

## Dějiny
Ščolkine bylo založeno v roce 1978 jako sídlo pro dělníky a pracovníky budované Krymské jaderné elektrárny a pojmenována po sovětském jaderném fyzikovi Kirillu Ivanovičovi Ščolkinovi. Po Černobylské havárii v roce 1986 ovšem byla stavba elektrárny přehodnocována a nakonec byl projekt výstavby v roce 1989 ukončen.